# Keokradong
Keokradong (en bengalí: কেওক্রাডাং) es un pico situado en Bangladés, con una altitud según algunas fuentes de 1230 metros (4035 pies), y que se encuentra justo en la frontera entre Bangladés y Myanmar (también conocida como Birmania). Algunas fuentes afirman que es el punto más alto de Bangladés.
En la parte superior de Keokradong hay un pequeño refugio y un letrero puesto por los militares de Bangladés que proclama que su altitud es de 3172 pies.
Pero la altura medida por GPS portátiles indica que tiene 986 metros (3235 pies) con una precisión de 3 metros.